# Richard Hakluyt
Richard Hakluyt, född 1552 eller 1553, död 23 november 1616 i London, var en engelsk geograf.
Hakluyt åtföljde 1583 såsom kaplan engelska sändebudet sir Edward Stafford till Paris, utnämndes 1590 till kyrkoherde i Wetheringsett-cum-Brockford i Suffolk och valdes 1603 till ärkedjäkne i Westminster Abbey.
Han ägnade sitt liv åt studiet av de geografiska upptäckternas historia och framlade resultatet av sin forskning i flera arbeten, bland vilka märks Divers Voyages Touching the Discoverie of America (1582) och hans huvudarbete The Principal Navigations, Voyages, Traffiques and Discoveries of the English Nation (1598–1600; ny upplaga 1809–12), "den moderna engelska nationens prosaepos".
År 1846 stiftades i London ett efter honom uppkallat sällskap, Hakluyt Society, vilket gjorde till sin uppgift att utge äldre resebeskrivningar.